# Diestostemma rizopatroni
Diestostemma rizopatroni är en insektsart som beskrevs av Young 1968. Diestostemma rizopatroni ingår i släktet Diestostemma och familjen dvärgstritar. Inga underarter finns listade i Catalogue of Life.